# Serafina Bonastre Sisteró
Serafina Andrea Bonastre Sisteró (Valencia, 29 de noviembre de 1571-Zaragoza, 7 de abril de 1649) fue una escritora y religiosa española. Fundó el convento de la orden de las Carmelitas en Zaragoza en 1615 y escribió tres tratados espirituales, publicados en 1675, así como una autobiografía.

## Biografía
Fue la tercera hija de Pedro Bonastre y Magdalena Sisteró. Educada cristianamente por una tía suya, ingresó en el convento de Valencia. El 10 de noviembre de 1587 recibió el hábito de manos del padre Pedro Pérez y la profesión la emitió ante el célebre padre Miguel Alfonso de Carranza el 25 de enero de 1589. En el convento de Valencia llevó una vida edificante y conforme se desprende de una relación del padre Jerónimo Gracián de la Madre de Dios, tenía fama de santa. Ella misma indica que fue afortunada al tener como director espiritual al padre maestro Juan Sanz: “Fue el Señor servido de darme maestro y padre espiritual que fue el R. M. Fr. Juan Sanz, santo religiosos de nuestra Orden, el cual gobernó mi alma muchos años, aunque me aproveché mal de su santa doctrina”.
En 1615 sus superiores la envían a fundar el convento de la Encarnación en Zaragoza, del que fue la primera priora, cargo que alternó con Isabel de Ariño. Los biógrafos de la venerable y los documentos conventuales hablan con encomio de su extraordinaria virtud y de su prudencia en el gobierno de la comunidad, al trazar un plan de vida religiosa para el convento. Durante dieciocho años fue priora y cerca de doce subpriora y maestra de novicias; fue modelo de paciencia en el sufrimiento de enfermedades.
Se advierte también que fue devotísima del Santísimo Sacramento y de la Pasión del Señor. Entre sus virtudes se hace resaltar la humildad y la pobreza. “Murió santamente a los 82 años de edad, después de haber recibido todos los sacramentos con suma devoción muy en su acuerdo y despidiéndose de sus hijas.”
Al divulgarse la noticia de su muerte en la ciudad “acudió gran concurso a ber y benerar (sic) su cuerpo, porque verdaderamente la tenían por santa y entendían estaba gozando de Dios. Hiciéronse los sufragios con grande solemnidad y concurso de gente de todos los estados de la ciudad y predicó sus exequías (sic) el M. R. P. fr. Raymundo Lumbier, doctor en Theología y catedrático de Sagrada Escritura en la universidad”.

## Obras
Es de destacar las numerosas relaciones autobiográficas que le encomendaron para ser dirigidas a sus confesores, directores espirituales o prioras, cuando no eran encargadas por alguno de ellos.
Dejó escritos titulados Favores celestiales que fueron publicados por el padre Pedro de Oxea. La publicación no es fiel y hay interpoladas, omitidas o añadidas algunas palabras.